# 20 november
20 november is de 324ste dag van het jaar (325ste dag in een schrikkeljaar) in de gregoriaanse kalender. Hierna volgen nog 41 dagen tot het einde van het jaar.

## Gebeurtenissen
- Algemeen
  - 1932 - Aardbeving bij Uden met een sterkte van 5,0 op de Schaal van Richter.[1]
  - 1947 - Elizabeth II van het Verenigd Koninkrijk treedt in het huwelijk met Philip Mountbatten.
  - 1992 - Een grote brand treft de Private Chapel van Windsor Castle.
  - 1994 - Ten minste 5000 moslimfundamentalisten houden een betoging bij een grote moskee in Niamey, de hoofdstad van de West-Afrikaanse staat Niger, tegen het gebruik van condooms en de voorlichtingscampagnes van de Nigerese regering over aids en geboortebeperking.
  - 2008 - De Veiligheidsraad van de Verenigde Naties besluit unaniem om sancties in te stellen tegen piraten, wapensmokkelaars en onruststokers in Somalië, in een nieuwe poging een eind te maken aan de wetteloosheid in het Oost-Afrikaanse land.
  - 2015 - Een gijzeling in de Malinese hoofdstad Bamako kost 21 mensen het leven.
  - 2018 - De Internationale Kindervredesprijs 2018 wordt uitgereikt aan Emma González, David Hogg, Jaclyn Corin en Matt Deitsch van de Marjory Stoneman Douglas Highschool in Parkland, Florida (Verenigde Staten) voor hun strijd tegen de Amerikaanse wapenlobby die ze begonnen na een schietpartij op hun school.[2]
  - 2019 - De Internationale Kindervredesprijs 2019 wordt uitgereikt aan de Zweedse klimaatactiviste Greta Thunberg (16), die wordt gezien als grondlegger van de wereldwijde klimaatstakingen door kinderen en volwassenen, en aan Divina Maloum (15) een vredesactiviste uit Kameroen die Children for Peace heeft opgericht.[3]
  - 2022 - In Sharm-el-Sheikh (Egypte) komen de deelnemers aan de 27e Klimaatconferentie van de Verenigde Naties alsnog tot een akkoord, nadat de onderhandelingen anderhalve dag zijn uitgelopen. Er wordt onder meer besloten tot de oprichting van een schadefonds voor de door de wereldwijde opwarming zwaarst getroffen landen.[4]
  - 2022 - Voor het eerst in het winterseizoen 2022-2023 wordt er in Nederland een sneeuwdek waargenomen. Vanuit het oosten van het land komen de eerste meldingen.[5]
  - 2023 - In Brokopondo (Suriname) vallen doden door het instorten van een illegale mijnschacht. De slachtoffers waren op zoek naar goud.[6]
- Criminaliteit en veiligheid
  - 2016 - De politie in Noorwegen arresteert in het westen van het land twintig mannen die verdacht worden lid te zijn van een pedonetwerk. Het is het grootste misbruikschandaal dat het land tot dan toe heeft gekend.
  - 2020 - Kunsthandelaar H.B. uit Laren is vermoord aangetroffen in Arnhem. De vermoedelijke dader, een eigenaar van een incassobureau in Arnhem, werd een dag later dood aangetroffen.
- Muziek
  - 2004 - De Spaanse María Isabel wint het Junior Eurovisiesongfestival 2004 in Lillehammer met het nummer Antes muerta que sencillia.
  - 2010 - Vladimir Arzumanian wint voor Armenië het Junior Eurovisiesongfestival 2010 met het nummer Mama.
- Oorlog
  - 1700 - Slag bij Narva - Koning Karel XII van Zweden verslaat het leger van Tsaar Peter de Grote.[1]
  - 1945 - Begin van het Proces van Neurenberg.[1]
  - 1994 - De Angolese regering en de guerrillabeweging UNITA ondertekenen in de Zambiaanse hoofdstad Lusaka een vredesverdrag dat een einde moet maken aan de burgeroorlog in het Afrikaanse land.
  - 2012 - Opstandelingen van de Tutsi-rebellengroep M23 veroveren de Congolese stad Goma.
- Politiek
  - 284 - Diocletianus wordt in Nicomedia (huidig Turkije) door het leger uitgeroepen tot keizer van het Romeinse Rijk.[1]
  - 1272 - Eduard I van Engeland wordt koning.[1]
  - 1910 - Francisco I. Madero begint de opstand tegen Porfirio Díaz: begin van de Mexicaanse Revolutie.
  - 1989 - De Algemene Vergadering van de Verenigde Naties neemt het Verdrag inzake de Rechten van het Kind aan.[1]
  - 1990 - Bij een stemming voor het leiderschap van de Britse Conservative Party komt Margaret Thatcher vier stemmen te kort tegen haar concurrent Michael Heseltine. Er moet een tweede stemronde worden georganiseerd.
  - 2006 - Rusland en de Verenigde Staten sluiten een handelsverdrag dat uiteindelijk moet leiden tot toetreding van Rusland tot de Wereldhandelsorganisatie.
  - 2009 - President Hugo Chávez van Venezuela kondigt aan dat zijn land geheime toegangswegen en drugslaboratoria uit buurland Colombia gaat vernietigen.
  - 2012 - De presidenten van DR Congo en Rwanda komen in Oeganda bijeen voor spoedoverleg om de groeiende spanningen tussen de beide landen een halt toe te roepen. Rebellen van de M23-beweging hebben Goma, de hoofdstad van de Oost-Congolese provincie Noord-Kivu, ingenomen en naar verluidt krijgt de beweging steun van Rwanda.
  - 2023 - Bij een verkiezingsbijeenkomst in een café in Groningen wordt de Nederlandse politicus Thierry Baudet (FvD) door een man met een bierfles op zijn hoofd geslagen. De man wordt vervolgens opgepakt. Op 26 oktober 2023 werd Baudet voorafgaand aan een lezing ook al aangevallen.[7]
- Religie
  - 1864 - Zaligverklaring van Petrus Canisius, Nederlands theoloog.[1]
- Sport
  - 1927 - Het Argentijns voetbalelftal wint voor de derde keer de Copa América door in de voorlaatste wedstrijd met 3-2 te winnen van titelverdediger Uruguay.
  - 1974 - Het Nederlands voetbalelftal verslaat Italië in Rotterdam met 3-1 in de kwalificatiereeks voor het EK voetbal 1976, onder meer door twee doelpunten van Johan Cruijff.
  - 1985 - België verliest van Nederland met 2-1, maar plaatst zich desondanks voor de eindronde van het wereldkampioenschap voetbal in Mexico dankzij een rake kopbal vijf minuten voor tijd van Georges Grün en de 1-0 thuiszege.
  - 1990 - Opheffing van de DFV, de nationale voetbalbond van de DDR, die opgaat in de Duitse voetbalbond DFB.
  - 2000 - Marat Safin lost Pete Sampras na tien weken af als nummer één op de wereldranglijst der tennisprofessionals; de Rus moet die positie na twee weken weer afstaan aan Gustavo Kuerten.
  - 2004 - Het Angolees voetbalelftal wint de achtste editie van de COSAFA Cup door in de finale Zambia na strafschoppen te verslaan.
  - 2015 - Schaatser Pavel Kulizjnikov verbetert in Salt Lake City zijn eigen wereldrecord op de 500 meter (34,00 seconden) met een tijd van 33,98 seconden.
  - 2022 - De Servische tennisser Novak Djokovic wint voor de zesde keer de ATP Finals door de Noor Casper Ruud in twee sets te verslaan.[8]
  - 2022 - In Al Khawr (Qatar) wordt het WK voetbal geopend met een show die de geschiedenis van het gastland laat zien.[9]
- Wetenschap en technologie
  - 1953 - De Amerikaanse testpiloot Scott Crossfield vliegt als eerste tweemaal zo snel als het geluid.
  - 1985 - De eerste versie van Microsoft Windows wordt uitgebracht.[1]
  - 1998 - Zarya (Zarja), de eerste module van het Internationaal ruimtestation ISS, wordt gelanceerd.[10]

## Geboren

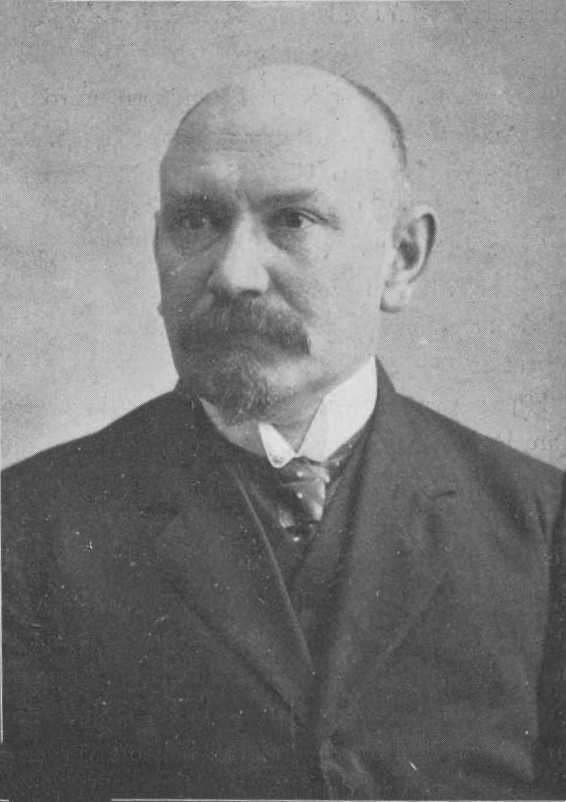
Willem Vliegen
geboren in 1862

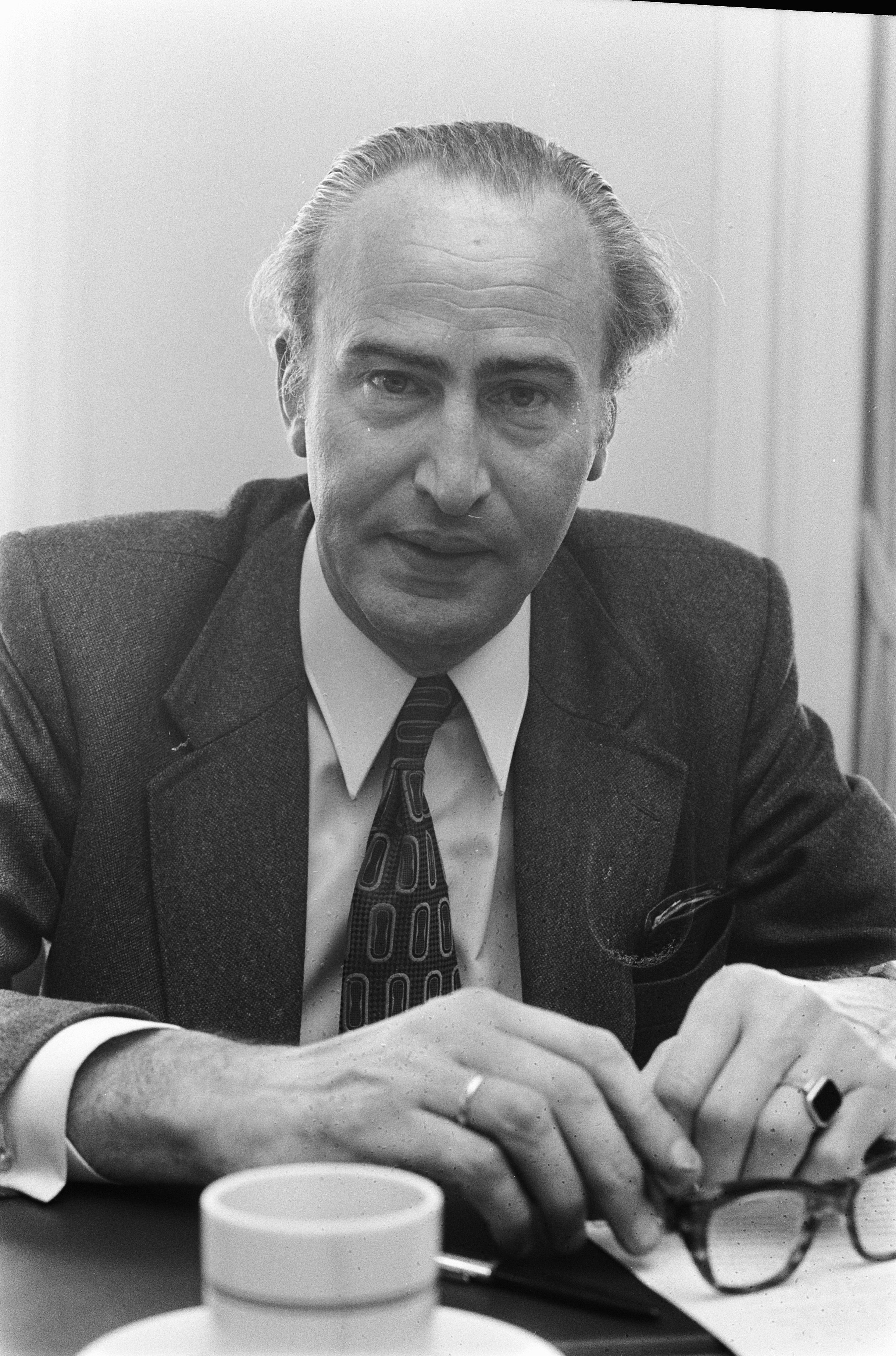
Henk Vredeling
geboren in 1924

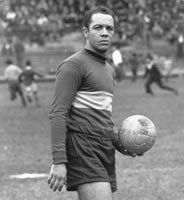
Paulo Valentim
geboren in 1932

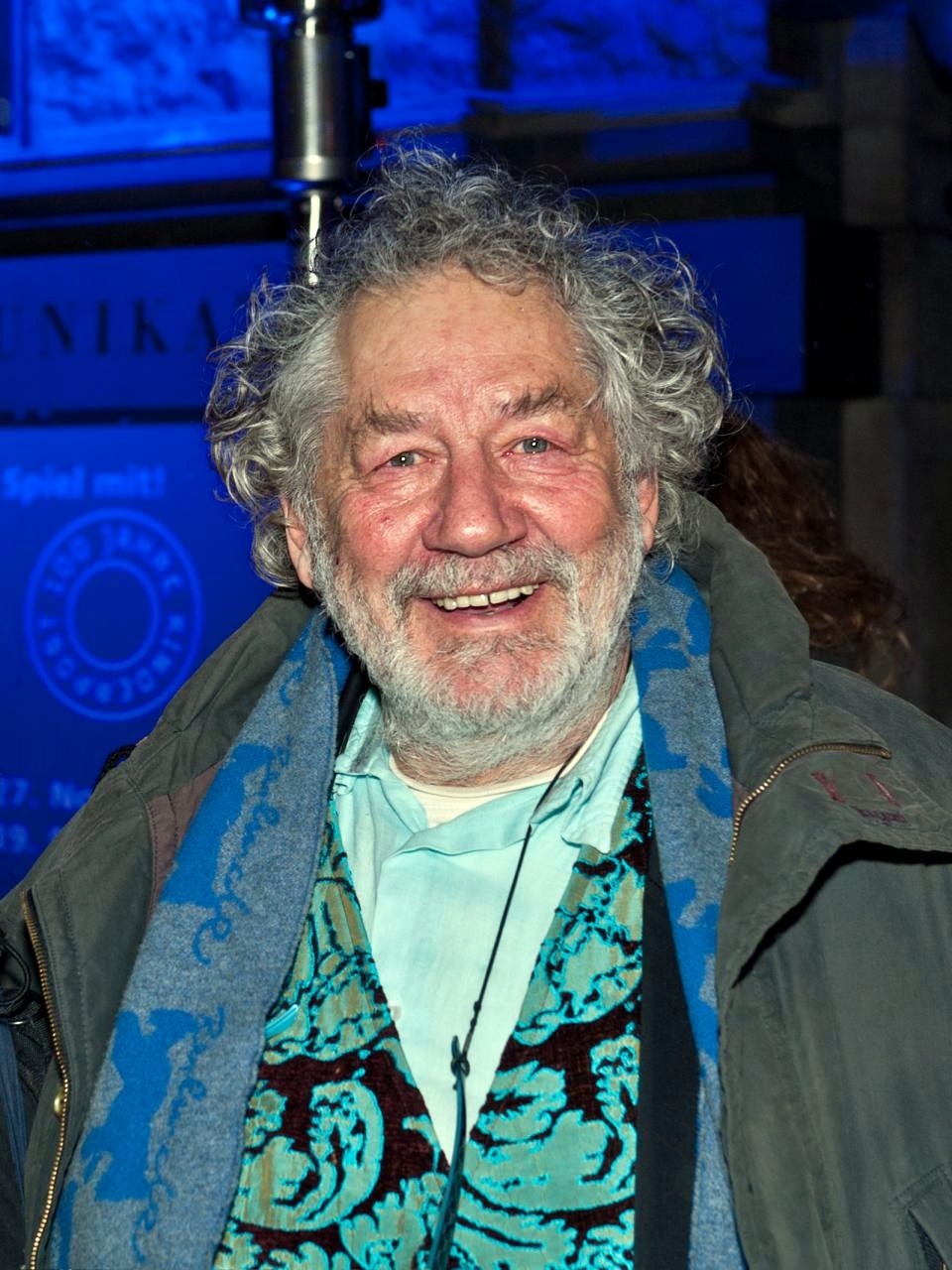
Chiem van Houweninge
geboren in 1940

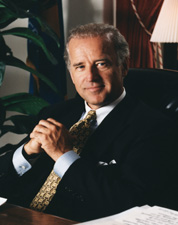
Joe Biden geboren in 1942

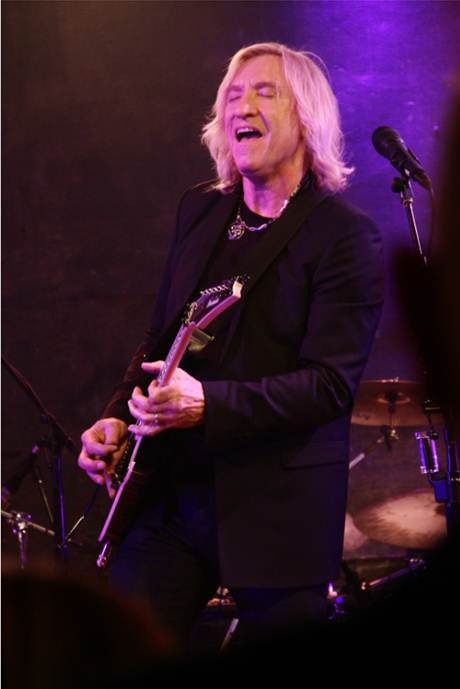
Joe Walsh
geboren in 1947

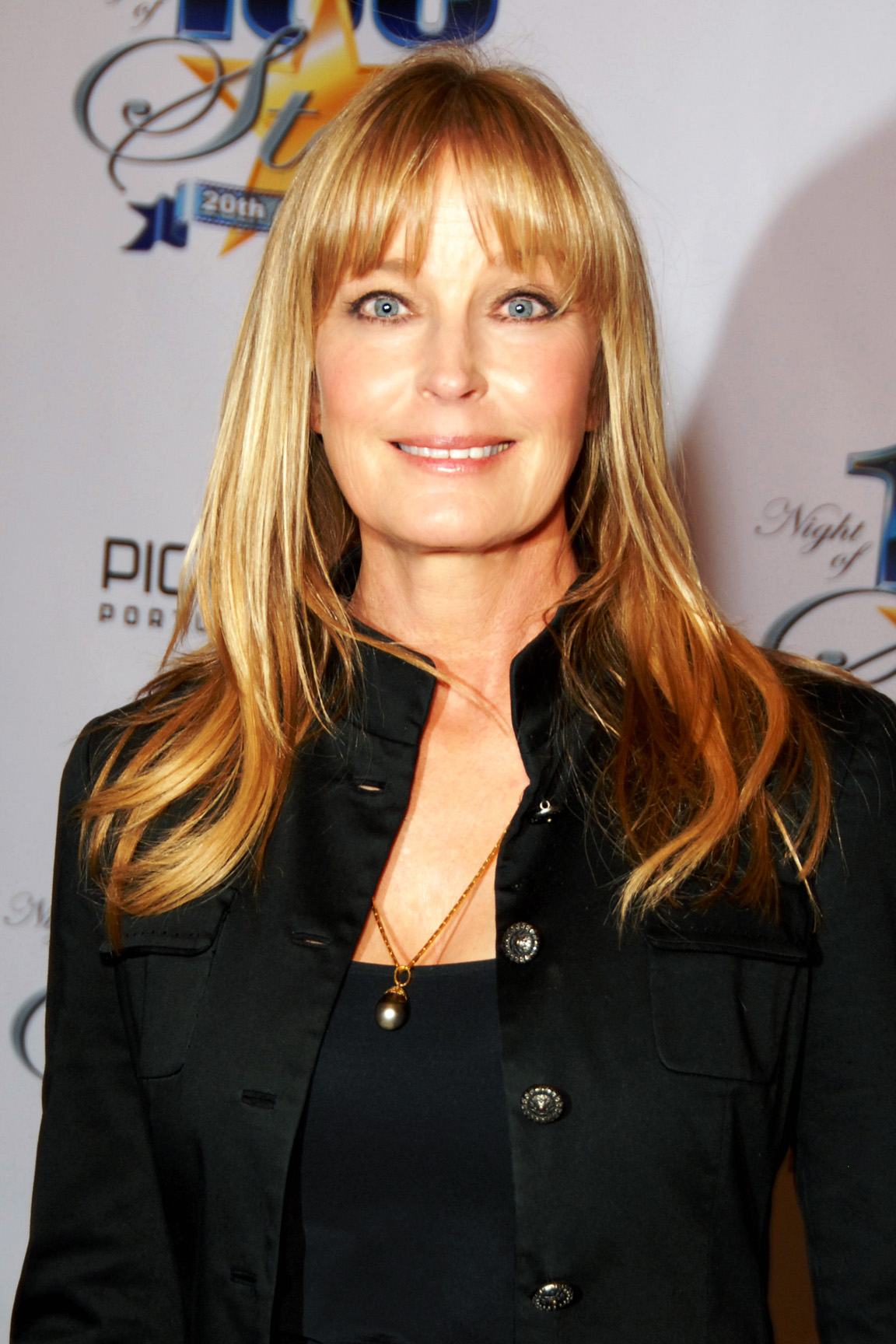
Bo Derek
geboren in 1956

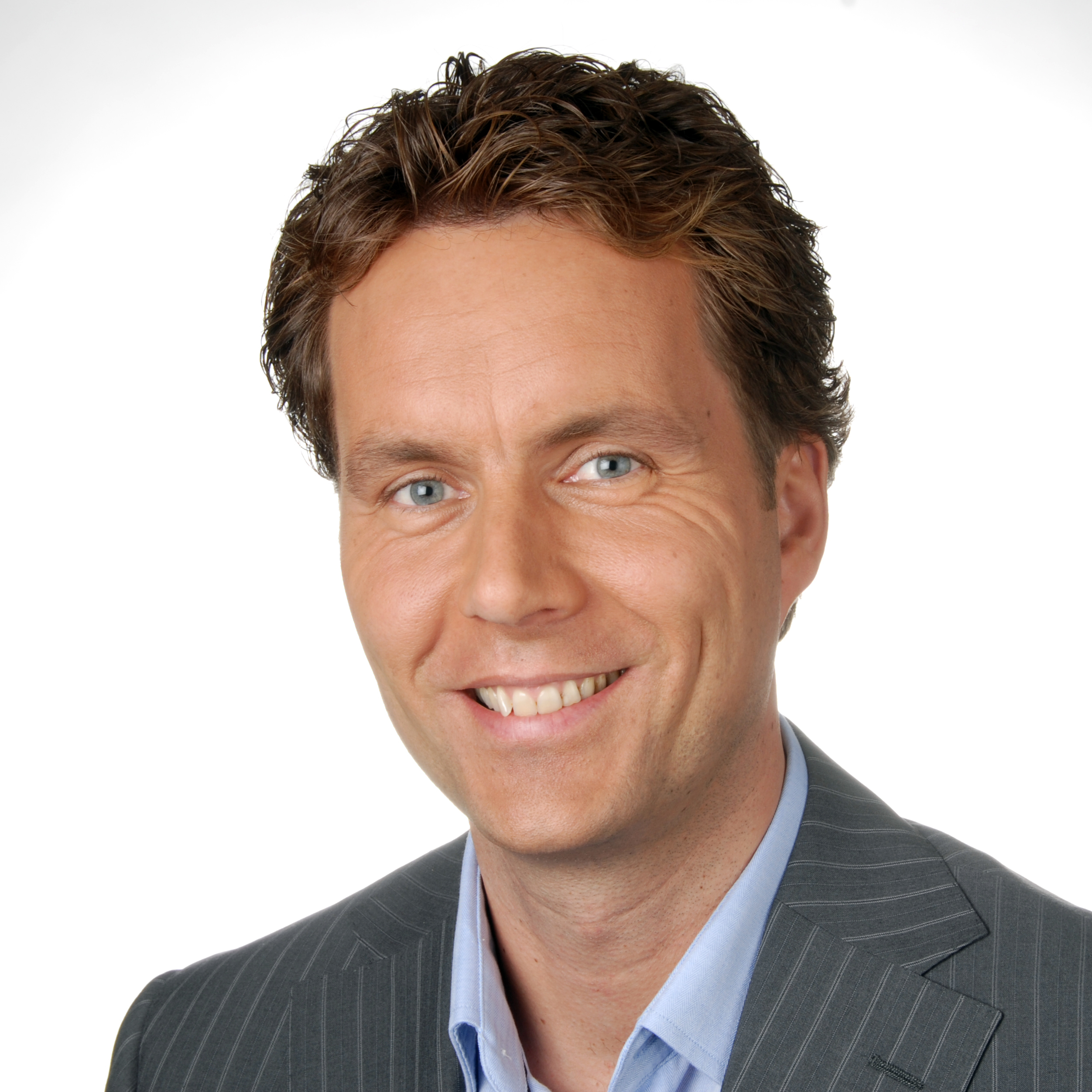
Dennis Wilt
geboren in 1969

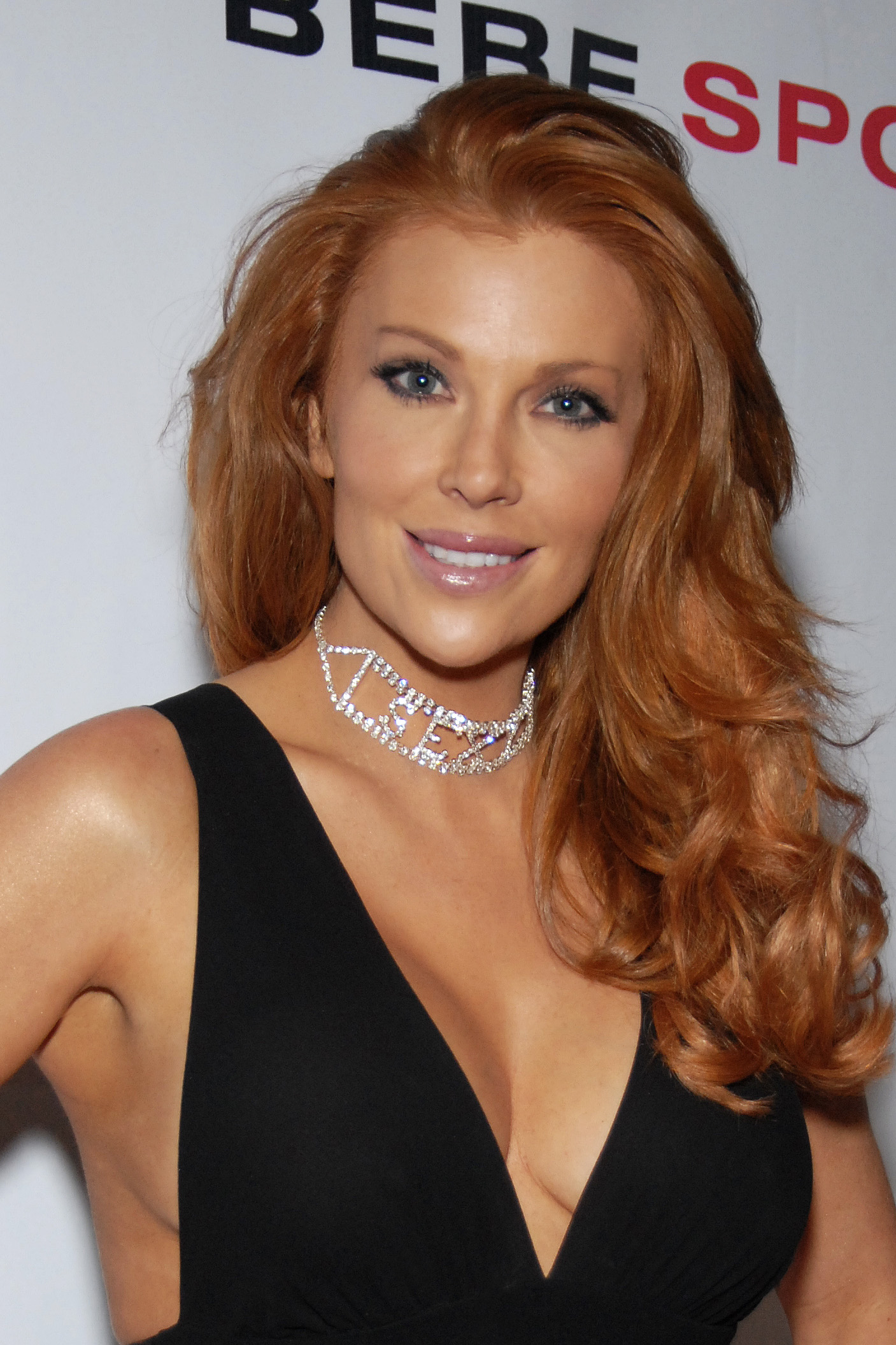
Angelica Bridges
geboren in 1973

- 270 - Maximinus II, keizer van het Romeinse Rijk (overleden 313)
- 1625 - (doop van) Paulus Potter, Nederlands kunstschilder (overleden 1654)
- 1625 - Artus Quellinus de Jonge, Zuid-Nederlands beeldhouwer (overleden 1700)
- 1771 - Bartolomeo Pinelli, Italiaans kunstenaar (overleden 1835)
- 1761 - Francesco Saverio Castiglioni, de latere Pius VIII, Italiaans paus (overleden 1830)
- 1782 - Georgius Jacobus Johannes van Os, Nederlands kunstschilder (overleden 1861)
- 1817 - Paul-Jean Clays, Belgisch schilder (overleden 1900)
- 1835 - Ericus Gerhardus Verkade, Nederlands ondernemer (overleden 1907)
- 1841 - Victor D'Hondt, Belgisch jurist (overleden 1901)
- 1851 - Margaretha van Savoye, Italiaans koningin, echtgenote van koning Umberto I (overleden 1926)
- 1858 - Selma Lagerlöf, Zweeds schrijfster (overleden 1940)
- 1862 - Georges Palante, Frans filosoof en anarchist (overleden 1925)
- 1862 - Willem Vliegen, Nederlands socialistisch politicus (overleden 1947)
- 1867 - Patrick Joseph Hayes, Amerikaans kardinaal-aartsbisschop van New York (overleden 1938)
- 1886 - Karl von Frisch, Oostenrijks zoöloog (overleden 1982)
- 1889 - Edwin Hubble, Amerikaans astronoom (overleden 1953)
- 1898 - Richmond Landon, Amerikaans atleet (overleden 1971)
- 1898 - Alberto Suppici, Uruguayaans voetballer en trainer (overleden 1981)
- 1902 - Truus Smulders-Beliën, eerste vrouwelijke burgemeester van Nederland (overleden 1966)
- 1902 - Julien Rotsaert, Belgisch broeder, leraar en componist (overleden 1981)
- 1902 - Philipp Schmitt, Duits oorlogsmisdadiger (overleden 1950)
- 1904 - Gwen Lee, Amerikaans actrice (overleden 1961)
- 1905 - Frank Luptow, Amerikaans autocoureur (overleden 1952)
- 1908 - Alistair Cooke, Brits/Amerikaans journalist (overleden 2004)
- 1909 - Kees Bastiaans, Nederlands kunstschilder (overleden 1986)
- 1910 - Willem Jacob van Stockum, Nederlands theoretisch natuurkundige (overleden 1944)
- 1911 - Jean Shiley, Amerikaans atlete (overleden 1998)
- 1912 - Jan Brasser, Nederlands atleet (overleden 1999)
- 1912 - Hal Cole, Amerikaans autocoureur (overleden 1970)
- 1912 - Otto van Habsburg-Lotharingen, laatste Oostenrijkse kroonprins, en later Duits Europarlementariër (overleden 2011)
- 1912 - Émile Ninnin, Belgisch atleet
- 1915 - Kon Ichikawa, Japans filmregisseur (overleden 2008)
- 1916 - Evelyn Keyes, Amerikaans filmactrice (overleden 2008)
- 1918 - Dora Ratjen, Duits atleet (overleden 2008)
- 1919 - Alan Brown, Brits autocoureur (overleden 2004)
- 1921 - Levon Boyadjian, Turks/Egyptisch fotograaf (overleden 2002)
- 1922 - Will Brüll, Duits beeldhouwer (overleden 2019)
- 1922 - Louis van Gasteren, Nederlands filmregisseur (overleden 2016)
- 1922 - Johnny Leach, Brits tafeltenniskampioen (overleden 2014)
- 1923 - Nadine Gordimer, Zuid-Afrikaans schrijfster (overleden 2014)
- 1924 - Benoît Mandelbrot, Frans wiskundige (overleden 2010)
- 1924 - Henk Vredeling, Nederlands verzetsstrijder, landbouwkundige en politicus (overleden 2007)
- 1925 - Robert F. Kennedy, Amerikaans politicus (overleden 1968)
- 1925 - Maja Plisetskaja, Russisch ballerina, choreografe en actrice (overleden 2015)
- 1926 - John Gardner, Engels anglicaans priester, journalist, theatercriticus en schrijver (overleden 2007)
- 1926 - Arturo Luz, Filipijns beeldend kunstenaar (overleden 2021)
- 1927 - Michail Oeljanov, Russisch acteur (overleden 2007)
- 1927 - Estelle Parsons, Amerikaans actrice
- 1928 - John Disley, Welsh atleet (overleden 2016)
- 1928 - Dolf Verroen, Nederlands schrijver, criticus en vertaler
- 1929 - Gabriel Ochoa Uribe, Colombiaans voetballer en voetbalcoach (overleden 2020)
- 1932 - Johannes Jäcker, Duits voetbaldoelman (overleden 2013)
- 1932 - Paulo Valentim, Braziliaans voetballer (overleden 1984)
- 1934 - José Cutileiro, Portugees diplomaat (overleden 2020)
- 1936 - Don DeLillo, Amerikaans romanschrijver
- 1937 - René Kollo, Duits operazanger
- 1937 - Bruno Mealli, Italiaans wielrenner (overleden 2023)
- 1937 - Pim van de Meent, Nederlands voetballer en voetbaltrainer (overleden 2022)
- 1938 - Rob van Rees, Nederlands politieman en presentator (overleden 2019)
- 1939 - Lou Landré, Nederlands acteur
- 1940 - Bruno Giorgi, Italiaans voetballer en voetbalcoach (overleden 2010)
- 1940 - Chiem van Houweninge, Nederlands scenarioschrijver en acteur
- 1942 - Joe Biden, Amerikaans politicus
- 1942 - Bob Einstein, Amerikaans acteur (overleden 2019)
- 1942 - Norman Greenbaum, Amerikaans zanger
- 1942 - Ferjan Ormeling, Nederlands cartograaf (overleden 2025)
- 1943 - Veronica Hamel, Amerikaans actrice
- 1944 - Henk Alkema, Nederlands componist, pianist en muziekpedagoog (overleden 2011)
- 1944 - Ernie Brunings, Surinaams politicus en bioloog (overleden 2007)
- 1944 - Paul Griggs, Brits zanger (Guys 'n' Dolls)
- 1945 - Billy Jones, Amerikaans soulzanger (overleden 1982)
- 1946 - Duane Allman, Amerikaans gitarist (overleden 1971)
- 1947 - Joe Walsh, Amerikaans gitarist en zanger
- 1948 - John Bolton, Amerikaans Republikeins politicus en diplomaat
- 1948 - Barbara Hendricks, Amerikaans sopraan
- 1948 - Richard Masur, Amerikaans acteur
- 1948 - Gunnar Nilsson, Zweeds autocoureur (overleden 1978)
- 1948 - Kenjiro Shinozuka, Japans rallyrijder (overleden 2024)
- 1949 - Tony Goovaerts, Belgisch atleet
- 1953 - Etienne De Beule, Belgisch wielrenner (overleden 2023)
- 1953 - Terry Walsh, Australisch hockeyer en hockeycoach
- 1954 - Aneka, Brits zangeres
- 1956 - Zoran Bojović, Joegoslavisch voetballer
- 1956 - Bo Derek, Amerikaans actrice
- 1957 - Stefan Bellof, Duits autocoureur (overleden 1985)
- 1957 - Sam Drukker, Nederlands kunstschilder en tekenaar
- 1957 - John Eriksen, Deens voetballer (overleden 2002)
- 1957 - Colin Mochrie, Schots/Canadees komiek en acteur
- 1958 - Peter Cain, Australisch kunstschaatser
- 1959 - Diane James, Brits politica
- 1959 - Joep Sertons, Nederlands acteur
- 1959 - Franz-Peter Tebartz-van Elst, Duits bisschop
- 1960 - Paul King, Iers zanger en presentator
- 1962 - Michel Felisi, Surinaams politicus
- 1962 - Gerardo Martino, Argentijns voetballer en voetbalcoach
- 1963 - Beezie Madden, Amerikaans amazone
- 1965 - John Burra, Tanzaniaans atleet
- 1965 - Mike Diamond (Mike D), Amerikaans rapper en drummer
- 1965 - Jimmy Vasser, Amerikaans autocoureur
- 1968 - Tommy Asinga, Surinaams atleet
- 1969 - Tanja Klein, Oostenrijks wielrenster
- 1969 - Wolfgang Stark, Duits voetbalscheidsrechter
- 1969 - Dennis Wilt, Nederlands meteoroloog en presentator
- 1970 - Phife Dawg (Malik Isaac Taylor), Amerikaans rapper (overleden 2016)
- 1971 - Joel McHale, Amerikaans acteur en televisiepresentator
- 1973 - Angelica Bridges, Amerikaans actrice
- 1973 - Neil Hodgson, Brits motorcoureur
- 1973 - Silke Lichtenhagen, Duits atlete
- 1973 - Daniel Schnider, Zwitsers wielrenner
- 1973 - Maurice Steijn, Nederlands voetballer en voetbaltrainer
- 1973 - Jerry Van den Eede, Belgisch atleet
- 1974 - Daniela Anschütz, Duits schaatsster
- 1974 - Drew Ginn, Australisch roeier
- 1976 - Mohamed Barakat, Egyptisch voetballer
- 1976 - Ji Yun-nam, Noord-Koreaans voetballer
- 1979 - Dmitri Boelykin, Russisch voetballer
- 1979 - Anastasia Kapatsjinskaja, Russisch atlete
- 1979 - Mitchell Piqué, Nederlands voetballer
- 1979 - Heleen Plaatzer, Nederlands atlete
- 1980 - Abiyote Abate, Ethiopisch atleet
- 1980 - Christian Obrist, Italiaans atleet
- 1981 - Scott Hutchison, Schots singer-songwriter (overleden 2018)
- 1981 - Joeko Kavagoeti, Japans/Russisch kunstschaatsster
- 1981 - Kimberley Walsh, Brits zangeres
- 1983 - Future (Nayvadius DeMun Cash), Amerikaans rapper
- 1983 - Mari Hemmer, Noors schaatsster
- 1983 - Lucia Klocová, Slowaaks atlete
- 1984 - Lucas Barrios, Paraguayaans voetballer
- 1984 - Ferdinando Monfardini, Italiaans autocoureur
- 1984 - María Florencia Mutio, Argentijns hockeyster
- 1984 - Taco Remkes, Nederlands golfer
- 1984 - Mohd Siddikur, Bengalees golfer
- 1984 - Monique van der Vorst, Nederlands paralympisch sportster
- 1985 - Juan Cruz Álvarez, Argentijns autocoureur
- 1985 - Maria Moechortova, Russisch kunstschaatsster
- 1986 - Dayaris Mestre, Cubaans judoka
- 1986 - Oliver Sykes, Brits zanger
- 1987 - Lucien van Geffen, Nederlands acteur
- 1987 - Mylène Lazare, Frans zwemster
- 1987 - Christoph Pfingsten, Duits wegwielrenner en veldrijder
- 1987 - Gina Stechert, Duits alpineskiester
- 1988 - Marie-Laure Brunet, Frans biatlete
- 1988 - Roberto Rosales, Venezolaans voetballer
- 1989 - Eduardo Vargas, Chileens voetballer
- 1990 - Aleksandra Król, Pools snowboardster
- 1991 - Haley Anderson, Amerikaans zwemster
- 1991 - Grant Hanley, Schots voetballer
- 1991 - Jeanine Stoeten, Nederlands volleybalster
- 1993 - Yonel Govindin, Frans zwemmer
- 1993 - Sanjin Prcić, Bosnisch voetballer
- 1994 - Tove Enblom, Zweeds voetbalster
- 1994 - Timothy Kitum, Keniaans atleet
- 1994 - Kris Richard, Zwitsers autocoureur
- 1995 - Theo Bongonda, Belgisch voetballer
- 1995 - Timothy Cheruiyot, Keniaans atleet
- 1995 - Iván García, Spaans wielrenner
- 1996 - Stijn Taverne, Nederlands acteur
- 1999 - Marcos López, Peruaans voetballer
- 2001 - Josefine Hasbo, Deens voetbalster

## Overleden

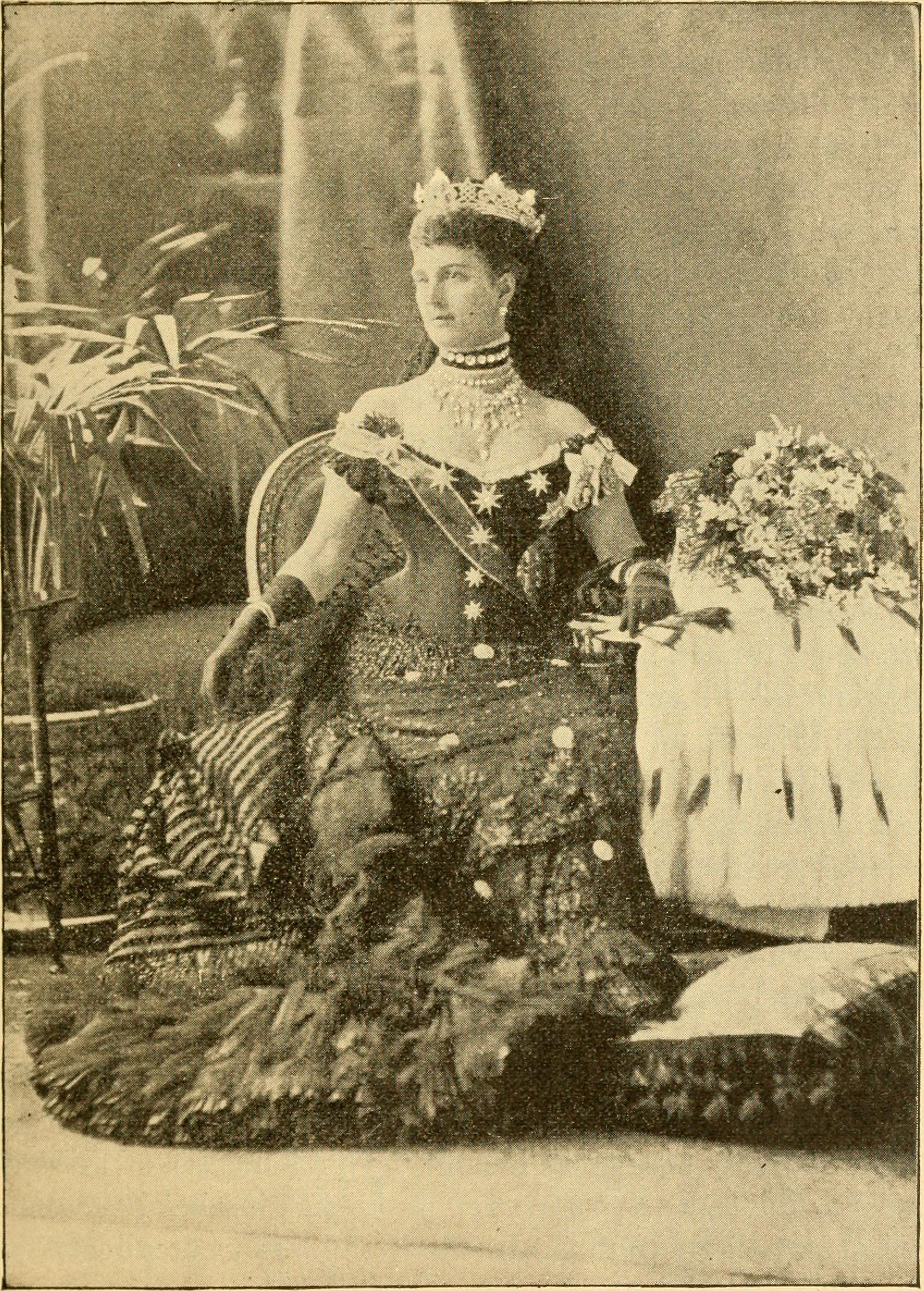
Alexandra van Denemarken
overleden in 1925

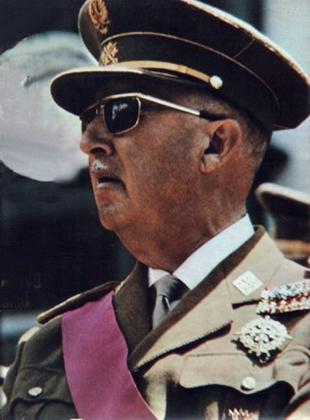
Francisco Franco
overleden in 1975

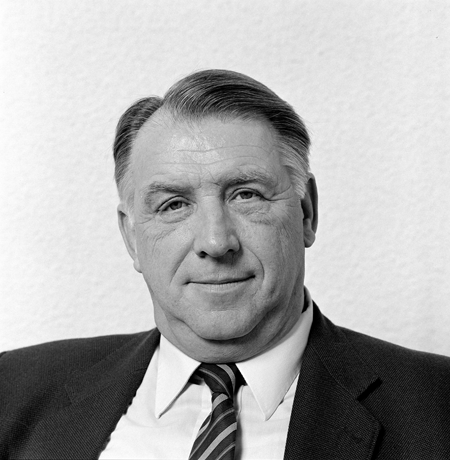
Wim Bosboom
overleden in 2001

- 1593 - Hans Bol (58), Belgisch-Nederlands kunstschilder
- 1737 - Caroline van Brandenburg-Ansbach (54), echtgenote van George II van Groot-Brittannië
- 1808 - Theophilus Lindsey (85), Brits theoloog
- 1894 - Anton Rubinstein (64), Russisch pianist en componist
- 1894 - Karel August van Saksen-Weimar-Eisenach (50), erfgroothertog
- 1897 - Ernest Giles (62), Australisch ontdekkingsreiziger
- 1910 - Lev Tolstoj (82), Russisch schrijver
- 1925 - Alexandra van Denemarken (81), Deens prinses, prinses van Wales en koningin van Groot-Brittannië
- 1927 - Edouard Willems (80), Belgisch notabele
- 1934 - Willem de Sitter (62), Nederlands wiskundige, astronoom, kosmoloog en natuurkundige
- 1939 - Désiré Pâque (72), Belgisch componist en muziekpedagoog
- 1946 - I Gusti Ngurah Rai (29), Indonesisch verzetsstrijder
- 1959 - Willem Wakker (79), Nederlands atleet
- 1968 - Piet Elling (71), Nederlands architect
- 1975 - Francisco Franco (82), Spaans dictator
- 1978 - Giorgio de Chirico (90), Grieks-Italiaans kunstschilder
- 1999 - Amintore Fanfani (91), Italiaans politicus
- 2001 - Wim Bosboom (73), Nederlands radio- en televisiepresentator, journalist en commentator
- 2002 - Kachi Asatiani (55), Sovjet-Georgisch voetballer
- 2004 - Gerson Fehrenbach (82), Duits beeldhouwer
- 2005 - Chris Whitley (45), Amerikaans muzikant
- 2006 - Robert Altman (81), Amerikaans filmregisseur
- 2006 - Mariet Verbong (67), Nederlands schrijfster
- 2007 - Walter De Bock (61), Belgisch journalist en auteur
- 2007 - Ian Smith (88), Rhodesisch politicus
- 2010 - Frans Feij (84), Nederlands burgemeester
- 2011 - Carl Aage Præst (89), Deens voetballer
- 2011 - Karin Peters (73), Nederlands romanschrijfster
- 2011 - Shelagh Delaney (72), Brits schrijfster
- 2012 - Pedro Bantigue (92), Filipijns geestelijke
- 2012 - Wim van Gennip (87), Nederlands zanger (De Heikrekels)
- 2012 - Frans Kusters (63), Nederlands schrijver
- 2013 - Sylvia Browne (77), Amerikaans medium
- 2013 - Dieter Hildebrandt (86), Duits acteur, cabaretier en boekauteur
- 2014 - Arthur Butterworth (91), Brits componist, dirigent en trompettist
- 2014 - Cayetana Fitz-James Stuart (88), Spaans aristocrate
- 2014 - Ties Koek (75), Nederlands burgemeester
- 2015 - Kitanoumi Toshimitsu (62), Japans sumoworstelaar en sportbestuurder
- 2016 - Gabriel Badilla (32), Costa-Ricaans voetballer
- 2016 - Kostis Stefanopoulos (90), president van Griekenland
- 2018 - Aaron Klug (92), Litouws-Brits scheikundige, biochemicus en Nobelprijswinnaar
- 2019 - Michael J. Pollard (80), Amerikaans acteur[11]
- 2020 - Irinej van Belgrado (90), Servisch geestelijke en patriarch
- 2020 - Ernesto Canto (61), Mexicaans atleet
- 2021 - Diomid (60), Russisch-orthodoxe bisschop
- 2021 - Rudy Croes (75), Arubaans politicus
- 2021 - Ted Herold (79), Duits schlagerzanger
- 2021 - Jan Peers (82), Belgisch arts
- 2022 - Andreas De Leenheer (81), Belgisch bioloog en hoogleraar
- 2022 - Roland Storme (88), Belgisch voetballer
- 2023 - Rob Krier (85), Luxemburgs beeldhouwer, architect en stedenbouwkundige
- 2023 - Bernd Schneider (72), Nederlands uitvinder en wijnhandelaar
- 2023 - Aman Toelejev (79), Russisch politicus
- 2023 - Jan Westdorp (89), Nederlands wielrenner
- 2024 - John Bernard (87), Nederlands meteoroloog en weerman
- 2024 - Andy Paley (72), Amerikaans muziekproducent en componist
- 2024 - John Prescott (86), Brits politicus
- 2024 - Jodi Rell (78), Amerikaans politica

## Viering/herdenking
- Internationale dag van de rechten van het kind (1989).
- Internationale Transgender Gedenkdag (1998)
- Mexico - Aniversario de la Revolución, verjaardag van de Mexicaanse Revolutie (1910)
- Dag voor de industrialisering van Afrika
- Brussel: Sint-Verhagen: Jaarlijkse herdenking van de oprichting van de Vrije Universiteit Brussel en Université Libre de Bruxelles en hun oprichter Pierre-Théodore Verhaegen.
- Rooms-Katholieke kalender:
  - Heilige Edmund de Martelaar († 870)
  - Heilige Bernward (van Hildesheim) († 1022)
  - Heilige Autbodus (van Valcourt) († 690)
  - Heilige Maxentia van Senlis († 5e eeuw)

## Weerextremen

### Nederland
| | Officiële records | Officiële records | Officiële records |      | Landelijke records | Landelijke records | Landelijke records   |
| Gebeurtenis | Jaar              | Extreem           | Locatie           | Jaar | Extreem            | Locatie            |                      |
| --- | ----------------- | ----------------- | ----------------- | ---- | ------------------ | ------------------ | -------------------- |
| Laagste etmaalgemiddelde temperatuur (°C) | 1902              | −5,7              | De Bilt           |      | 1902               | −5,7               | De Bilt              |
| Hoogste etmaalgemiddelde temperatuur (°C) | 1994              | 13,5              | De Bilt           |      | 1981 1994          | 14,0               | Maastricht Westdorpe |
| Laagste minimumtemperatuur (°C) | 1902              | −9,0              | De Bilt           |      | 1971               | −9,9               | Twenthe              |
| Hoogste minimumtemperatuur (°C) | 1994              | 9,1               | De Bilt           |      | 1994               | 12,4               | Maastricht           |
| Laagste maximumtemperatuur (°C) | 1985              | −1,8              | De Bilt           |      | 1985               | −2,9               | Maastricht           |
| Hoogste maximumtemperatuur (°C) | 1981              | 15,3              | De Bilt           |      | 2009               | 17,1               | Ell                  |
| Hoogste uurgemiddelde windsnelheid (m/s) | 1940              | 14,9              | De Bilt           |      | 2016               | 26,0               | IJmuiden             |
| Hoogste windstoot (m/s) | 2016              | 26,0              | De Bilt           |      | 2016               | 37,0               | IJmuiden             |
| Langste zonneschijnduur (uur) | 1920, 1995        | 7,5               | De Bilt           |      | 2012               | 7,9                | Maastricht           |
| Langste neerslagduur (uur) | 1977              | 16,4              | De Bilt           |      | 1966               | 22,4               | Maastricht           |
| Hoogste etmaalsom van de neerslag (mm) | 1986              | 14,6              | De Bilt           |      | 1990               | 21,3               | Rotterdam            |
| Laagste etmaalgemiddelde relatieve vochtigheid (%) | 1956, 1969        | 72                | De Bilt           |      | 1929               | 54                 | Maastricht           |
| Laagste uurwaarde luchtdruk op zeeniveau (hPa) | 1996              | 974,5             | De Bilt           |      | 1996               | 971,5              | Vlissingen           |
| Hoogste uurwaarde luchtdruk op zeeniveau (hPa) | 1915              | 1043,2            | De Bilt           |      | 1915               | 1044,7             | Eelde                |
| Officiële records worden altijd gemeten op het KNMI-weerstation in De Bilt. Landelijke records kunnen worden gemeten op elk officieel KNMI-weerstation in Nederland. |                   |                   |                   |      |                    |                    |                      |

Uitzonderlijke gebeurtenissen
- 1915 - Landelijk maandrecord hoogste uurwaarde luchtdruk op zeeniveau in hPa van november gemeten in Eelde: 1044,7
- 1981 - Laatste officiële zachte dag van het jaar (maximumtemperatuur ≥ 15 °C in De Bilt)
- 1981 - Laatste landelijke zachte dag van het jaar gemeten in De Bilt, Deelen, Eindhoven, Gilze-Rijen, Maastricht, Rotterdam, Soesterberg, Twenthe, Vlissingen en Volkel (maximumtemperatuur ≥ 15 °C op een officieel weerstation)
- 1994 - Laatste landelijke zachte dag van het jaar gemeten in Arcen, Eindhoven, Gilze-Rijen, Herwijnen en Westdorpe (maximumtemperatuur ≥ 15 °C op een officieel weerstation)

### België
Dagrecords
- 1914 - Laagste etmaalgemiddelde temperatuur −3,3 °C
- 1944 - Hoogste etmaalgemiddelde temperatuur 12,5 °C
- 1914 - Laagste minimumtemperatuur −6,4 °C
- 1981 - Hoogste maximumtemperatuur 16,6 °C
- 1930 - Hoogste etmaalsom van de neerslag 16,9 mm

Uitzonderlijke gebeurtenissen
- 1971 - In het Belgische Botrange (Weismes) zakt de temperatuur tot −13,8 °C.
- 1988 - 14 cm sneeuw in Saint-Hubert.

<< · 1 · 2 · 3 · 4 · 5 · 6 · 7 · 8 · 9 · 10 · 11 · 12 · 13 · 14 · 15 · 16 · 17 · 18 · 19 · 20 · 21 · 22 · 23 · 24 · 25 · 26 · 27 · 28 · 29 · 30 · >>